# کل‌پشت
کل پشت، روستایی است از توابع شهرستان کلاردشت در استان مازندران ایران.

## جمعیت
این روستا در کلاردشت قرار دارد و براساس سرشماری مرکز آمار ایران در سال ۱۳۸۵، جمعیت آن ۳۴ نفر (۹خانوار) بوده‌است. مردم کل پشت از قومیت طبری هستند. مردم کل پشت به زبان طبری با گویش کلارستاقی سخن می‌گویند.